# Ben Lake (homme politique)
Ben Morgan Lake(né le 22 janvier 1993) est un homme politique de Plaid Cymru, député de Ceredigion Preseli, anciennement Ceredigion depuis 2017.

## Biographie
Lake est né à Carmarthen et grandit à Lampeter. Il est le fils d'un policier et d'une employée municipale. Il fréquente l'école primaire Ffynnonbedr et Ysgol Bro Pedr. Après avoir obtenu un diplôme de premier cycle en histoire et politique et une maîtrise en histoire britannique et européenne moderne du Trinity College d'Oxford, il devient chercheur à l'Assemblée nationale du Pays de Galles. Sa langue maternelle est le gallois, ce qui est considéré comme un facteur clé dans son élection comme député dans l'une des circonscriptions les plus fortement galloises du Pays de Galles.
Aux élections générales de 2017, Lake remporte la circonscription de Ceredigion, face au libéral-démocrate Mark Williams avec 11 623 voix (29,2 % du total des voix). Aux élections générales de 2019, Lake conserve son siège avec 15 208 voix (37,9 % du total des voix),. Il est réélu en 2024.
Lake est le porte-parole de Plaid Cymru à Westminster pour l'environnement, l'alimentation et les affaires rurales, l'éducation et les compétences, la santé, les communautés et le gouvernement local, la culture, les médias et le sport et les affaires constitutionnelles.